# Ampulex yunnanensis
Ampulex yunnanensis är en  stekelart som beskrevs av Wu och Chou 1985. Ampulex yunnanensis ingår i släktet Ampulex och familjen Ampulicidae. Inga underarter finns listade i Catalogue of Life.